# Parafia Chrystusa Króla w Woli Przemykowskiej
Parafia Chrystusa Króla w Woli Przemykowskiej – parafia rzymskokatolicka z siedzibą w Woli Przemykowskiej, znajdująca się w diecezji tarnowskiej, w dekanacie Radłów.